# Kommende Heiselhusen

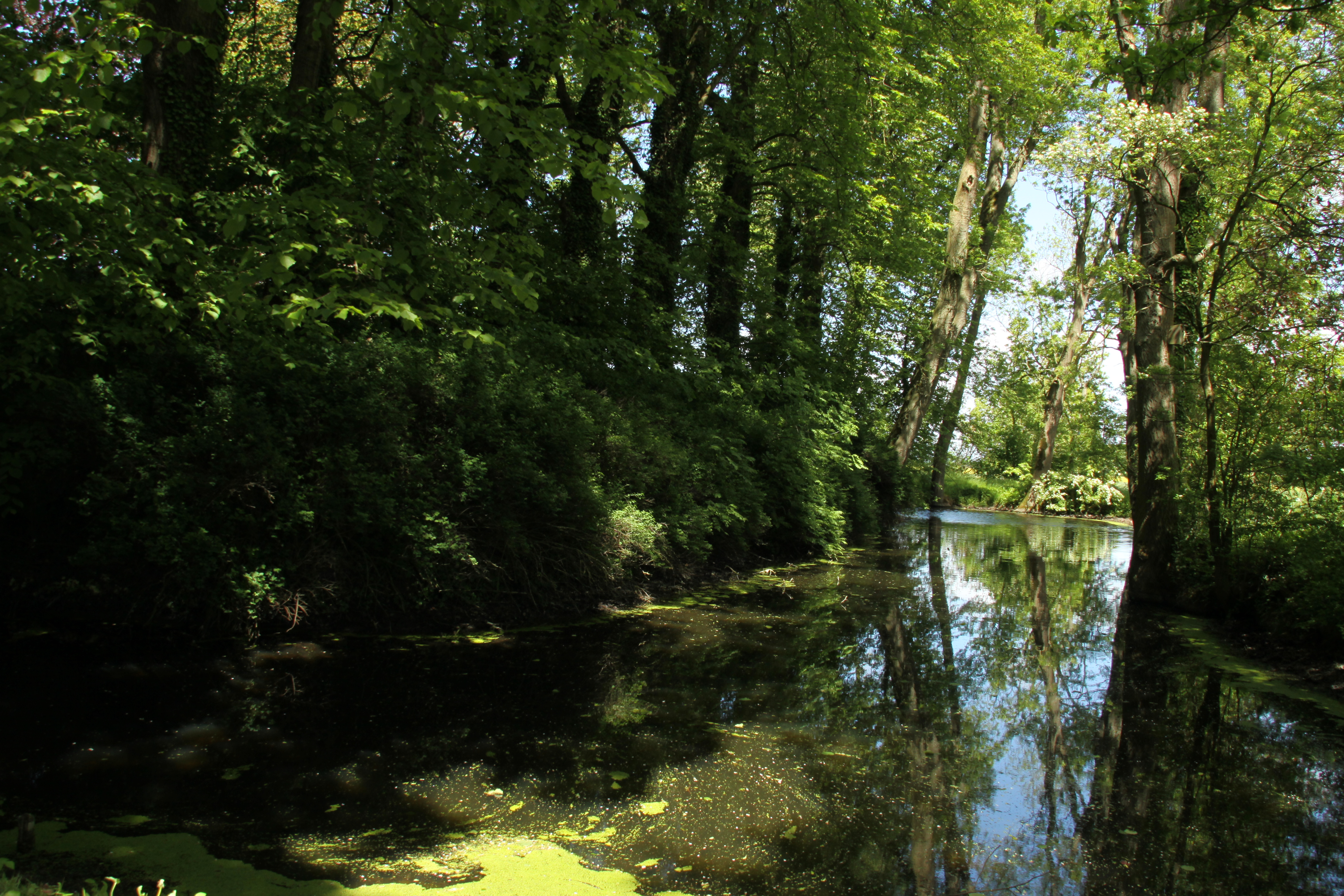
Die Graft des ehemaligen Klosters

Die Kommende Heiselhusen (auch als Kloster Heiselhusen bezeichnet) war ein Ordenshaus des Johanniterordens. Es lag in der Nähe von Campen, einem Ortsteil der heutigen Gemeinde  Krummhörn in Ostfriesland.

## Geschichte
Das Kloster entstand aus einem ehemaligen Vorwerk der Ende des 15. Jahrhunderts im Dollart untergegangenen Kommende Goldhorn (heute unweit von Finsterwolde in den Niederlanden gelegen), die erstmals 1319 erwähnt wird. Diese Kommende erhielt 1421 von dem ostfriesischen Häuptling Brunger von Loquard die unbesiedelte Warft Heiselhusen geschenkt.
Im Jahre 1446 war das Vorwerk wirtschaftlich wohl so erfolgreich und mit dem langsam im Dollart versinkenden Mutterhaus derart in Auseinandersetzungen verwickelt, dass es der Friesische Meister gemeinsam mit den beiden friesischen Kommissaren am 20. Juni mit Wirkung zum 12. Juli 1446 zu einer eigenständigen Kommende erhob. Goldhorn wurde in der Folgezeit nach und nach aufgegeben.
Heiselhusen war eine Doppelkommende. Erstmals werden dort 1446 Nonnen genannt. Die Warft, auf der die Kommende stand, war durch einen Wasserlauf in zwei Teile geteilt. Kirche und Friedhof lagen wahrscheinlich auf der nördlichen Hälfte, während das Schwesternhaus vermutlich auf der kleineren, südlichen Hälfte errichtet wurde. Grundlage der Wirtschaftstätigkeit war die Viehhaltung auf den rund 300 Grasen Land, die der Kommende gehörten.
Gegen Ende des 15. Jahrhunderts scheint die Kommende wirtschaftlich heruntergekommen zu sein, denn es wurde nach 1492 in die Kommende Abbingwehr inkorporiert. Diese verpachtete die Ländereien der Kommende und verkaufte die Gebäude auf Abbruch. Im Zuge der Reformation eignete sich der ostfriesische Graf Enno II. im Jahre 1528 Abbingwehr mit Heiselhusen wie auch die anderen Niederlassungen des Johanniterordens in Ostfriesland an. Dabei nutzte der Graf offenbar eine ältere landesherrliche Schutzgewalt über den Orden. Die Bewohner ließ er verjagen und die Niederlassungen plündern. Das Archiv ging dabei bis auf geringe Reste, die Bibliothek vollständig verloren.